# Monforte (Portogallo)
Monforte (mõ'fɔɾt(ɨ)) è un comune portoghese di 3 393 abitanti situato nel distretto di Portalegre.

## Società

### Evoluzione demografica
| Popolazione di Monforte (1801 – 2004) | Popolazione di Monforte (1801 – 2004) | Popolazione di Monforte (1801 – 2004) | Popolazione di Monforte (1801 – 2004) | Popolazione di Monforte (1801 – 2004) | Popolazione di Monforte (1801 – 2004) | Popolazione di Monforte (1801 – 2004) | Popolazione di Monforte (1801 – 2004) | Popolazione di Monforte (1801 – 2004) |
| ------------------------------------- | ------------------------------------- | ------------------------------------- | ------------------------------------- | ------------------------------------- | ------------------------------------- | ------------------------------------- | ------------------------------------- | ------------------------------------- |
| 1801                                  | 1849                                  | 1900                                  | 1930                                  | 1960                                  | 1981                                  | 1991                                  | 2001                                  | 2004                                  |
| 2562                                  | 2618                                  | 5335                                  | 6829                                  | 7245                                  | 4281                                  | 3759                                  | 3393                                  | 3241                                  |

## Freguesias
- Assumar
- Monforte
- Santo Aleixo
- Vaiamonte